# Orthobula spiniformis
Orthobula spiniformis es una especie de arañas araneomorfas de la familia Phrurolithidae.

## Distribución geográfica
Es endémica de Taiwán.